# Championnat de Namibie de football 2009-2010
Navigation
Édition précédente Édition suivante
La saison 2009-2010 du Championnat de Namibie de football est la dix-huitième édition de la Premier League, le championnat de première division national namibien. Les équipes engagées sont regroupées au sein d'une poule unique où elles affrontent deux fois leurs adversaires, à domicile et à l'extérieur. En fin de saison, les deux derniers du classement sont relégués et remplacés par les deux meilleurs clubs de deuxième division.
C'est le club d'African Stars FC, tenant du titre, qui remporte à nouveau la compétition cette saison après avoir terminé en tête du classement, avec deux points d'avance sur Orlando Pirates Windhoek et sept sur Black Africa FC et United Africa Tigers FC. C'est le second titre de champion de Namibie de l'histoire du club, qui réussit même le doublé en s'imposant en finale de la Coupe de Namibie face au Civics FC.

## Participants
- Ramblers FC
- United Stars FC - Promu de D2
- SK Windhoek
- Eleven Arrows FC
- African Stars FC
- Civics FC
- Blue Waters FC - Promu de D2
- Oshakati City FC
- United Africa Tigers FC
- Black Africa FC
- Orlando Pirates Windhoek
- Hotspurs FC

## Compétition

### Classement
Le classement est établi sur le barème de points classique : victoire à 3 points, match nul à 1, défaite à 0.
| Rang | Équipe                   | Pts | J  | G  | N | P  | Bp | Bc | Diff |
| ---- | ------------------------ | --- | -- | -- | - | -- | -- | -- | ---- |
| 1    | African Stars FC'T'C     | 44  | 22 | 12 | 8 | 2  | 31 | 13 | +18  |
| 2    | Orlando Pirates Windhoek | 42  | 22 | 12 | 6 | 4  | 37 | 24 | +13  |
| 3    | Black Africa FC          | 37  | 22 | 10 | 7 | 5  | 43 | 24 | +19  |
| 4    | United Africa Tigers FC  | 37  | 22 | 10 | 7 | 5  | 21 | 14 | +7   |
| 5    | Eleven Arrows FC         | 34  | 22 | 9  | 7 | 6  | 19 | 15 | +4   |
| 6    | Blue Waters FCP          | 33  | 22 | 9  | 6 | 7  | 27 | 23 | +4   |
| 7    | SK Windhoek              | 29  | 22 | 8  | 5 | 9  | 31 | 35 | -4   |
| 8    | Civics FC                | 28  | 22 | 8  | 4 | 10 | 42 | 31 | +11  |
| 9    | Oshakati City FC         | 24  | 22 | 6  | 6 | 10 | 23 | 39 | -16  |
| 10   | Ramblers FC              | 20  | 22 | 4  | 8 | 10 | 23 | 37 | -14  |
| 11   | Hotspurs FC              | 16  | 22 | 4  | 4 | 14 | 24 | 35 | -11  |
| 12   | United Stars FCP         | 15  | 22 | 3  | 6 | 13 | 28 | 59 | -31  |

|  | Champion de Namibie 2009-2010                                                           |
|  | Relégation directe en deuxième division                                                 |
|  | T : Tenant du titre C : Vainqueur de la Coupe de Namibie P : Promu de deuxième division |

## Bilan de la saison
| Championnat de Namibie de football 2009-2010                        |                             |
| Champion                                                            | African Stars FC (2e titre) |
| Coupes et trophées                                                  |                             |
| Vainqueur de la Coupe de Namibie 2009-2010                          | African Stars FC            |
| Qualifications continentales                                        |                             |
| Ligue des champions de la CAF 2011                                  | Aucun                       |
| Coupe de la confédération 2011                                      | Aucun                       |
| Promotions et relégations                                           |                             |
| Promus en Championnat de Namibie de football                        | Blue Boys FC                |
| Promus en Championnat de Namibie de football                        | Mighty Gunners FC           |
| Relégués en Championnat de Namibie de football de deuxième division | Hotspurs FC                 |
| Relégués en Championnat de Namibie de football de deuxième division | United Stars FC             |